# Andre Hajdu
Andre Hajdu (in ungherese Hajdú András; in ebraico אנדרה היידו‎?; 5 marzo 1932 – Gerusalemme, 1º agosto 2016) è stato un compositore ed etnomusicologo ungherese naturalizzato israeliano.

## Biografia
Hajdu studiò presso l'Accademia musicale Franz Liszt di Budapest con Ferenc Szabó e Endre Szervánszky (composizione), Erno Szégedi (pianoforte) e Zoltán Kodály (etnomusicologia). Come discepolo di Kodály, fu coinvolto nella ricerca per due anni sulla cultura musicale zingara e pubblicò diversi articoli su questo argomento.
Dopo la Rivoluzione ungherese del 1956 Hajdu fuggì a Parigi e continuò i suoi studi al Conservatorio di Parigi con Darius Milhaud (composizione) e Olivier Messiaen (filosofia della musica), ottenendo il 1º premio nella disciplina. Tra i suoi compagni di classe c'erano Gilbert Amy, William Bolcom, Philip Corner e Paul Méfano. A Parigi incontrò una serie di persone stimolanti, dal drammaturgo Samuel Beckett al Prof. Israel Adler della Hebrew University, che lo condusse nella sua prima visita ad Israele nel 1966.

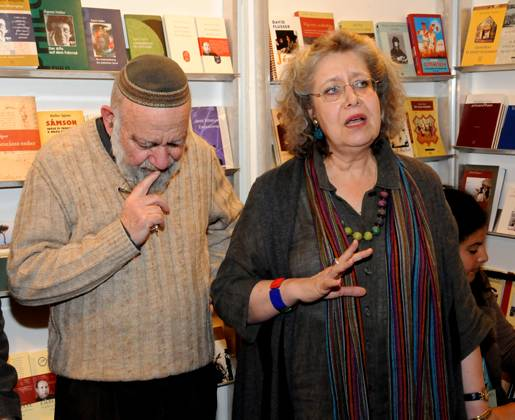
Mira Zakai and Andre Hajdu in Jerusalem

Hajdu prese residenza a Gerusalemme nel 1966. Ha insegnato presso l'Accademia Musicale di Tel Aviv dal 1966 al 1991 e alla Università Bar-Ilan dal 1970. Ricoprì il ruolo di Presidente del locale Dipartimento di Musica e fondò un reparto di composizione. Fra i suoi studenti ci sono stati Gil Shohat, Yonatan Razel, Yoni Rechter, Matti Kovler e Matan Porat.
Hajdu compose molte opere didattiche, in particolare per pianoforte e teoria attraverso un approccio creativo (che coinvolge il musicista nel processo di composizione) per esempio Milky Way, L'arte di suonare il pianoforte, Libro di sfide, Concerto per 10 giovani pianisti. Tutto questo è collegato con la pratica dell'insegnamento creativo nell'Israele Arts & Science Academy di Gerusalemme, una scuola sperimentale per un nuovo approccio alla didattica musicale. Ha inoltre studiato Jewish Klezmer e i repertori di Hassidic e pubblicato diversi articoli su questo argomento. Egli era profondamente preso negli argomenti dell'ebraismo, non solo sui soliti livelli folcloristici o liturgici, ma anche nell'affrontare argomenti più astratti del pensiero ebraico (La Legge orale, libri di filosofia della Bibbia) così come la Storia Ebraica. Nel 2005 ha ricevuto il titolo di Dottore Honoris Causa dalla Gerusalemme Hebrew University.
Hajdu è morto a Gerusalemme all'età di 84 anni.

## Premi
- In 1955, Hajdu vinse il primo premio con la sua Cantata Gypsy al concorso del Festival Mondiale della Gioventù a Varsavia.
- Nel 1997, gli è stato conferito il Premio Israele per la musica.[3]

## Opere scelte
Per il palcoscenico
- Ludus Paschalis, una commedia medievale sulla Pasqua ebraica (1970)
- La storia di Jonas, Opera per coro di voci bianche (1985-1987)
- Koheleth (Ecclesiaste), una recitazione biblica con 4 violoncellicelli

Orchestrali
- Petit enfer (1959)
- The Unbearable Intensity of Youth (1976)
- Bashful Serenades for clarinet and orchestra (1979)
- On Light and Depth (1983–1984)
- Concerto for an Ending Century for piano and orchestra (1990)
- Continuum for 15 players and piano (1995)

Archi
- Truath Melech (Rhapsody on Jewish Themes) for clarinet and string orchestra (1974)
- The False Prophet for narrator and string orchestra (1977)
- Divertimento (1988)
- Overture in Form of a Kite (1985)

Camera
- 5 Sketches in Sentimental Mood for piano quartet (1976)
- Instants suspendus for violin, viola or cello solo (1978)
- Sonatine à la française (Sonatina in French Style) for flute and cello (1990)
- Variations for string quartet (1997)
- Birth of a Niggun for flute, clarinet and piano (1998)
- Mishna-Variations for string quartet (1998)
- Music for Three for violin, cello and piano (1999)

Pianoforte
- Plasmas (1957)
- Diary from Sidi-Bou Said (1960)
- Journey around My Piano (1963)
- Noir sur blanc (1988)
- Metamorphoses (1997)
- 5 Inventions for piano 4-hands (1983)

Canzoni
- The Floating Tower (Mishnayoth) (1972–1973)
- Bestiary (Ted Hughes) (1993)
- Merry Feet (1998)
- Nursery Songs

Vocali-orchestrali
- Cycles of Life, Cantata (1985)
- Dreams of Spain (1991); about the expulsion of the Jews from Spain
- Job and His Comforters, Biblical and Historical Oratorio (1995)

Corali
- House of Shaul for mixed chorus (1974)
- The Question of the Sons (1974)
- Bitzinioth Nov (Song of the Sea) (1973)
- Mishnayoth (1972–1973)
- Proverbs of Solomon for choir and percussion (1978)

## Discografia
- On Light and Depth. I.M.I. (Israel)
- Ecclesiaste Archiviato l'11 maggio 2018 in Internet Archive. R.C.A. Victor (France)
- Dreams of Spain Archiviato l'11 maggio 2018 in Internet Archive. - Hungaroton (Budapest)
- Concerto for an ending century Archiviato l'11 maggio 2018 in Internet Archive. - Hungaroton (Budapest)
- Truath Melech. Plane (Germany)
- Book of Challenges Archiviato l'11 maggio 2018 in Internet Archive. (Israel)
- Retro-Portrait Archiviato l'11 maggio 2018 in Internet Archive. (Israel)
- Music For Chamber Ensembles Archiviato l'11 maggio 2018 in Internet Archive. (Israel)